# 小燈火礁
小燈火礁，為台灣澎湖縣白沙鄉的一個島嶼。島嶼位置在白沙鄉赤崁村東北東方約3公里的海上，與大燈火礁相距約750公尺。為一浮水礁岩。該島位於赤崁村通往鳥嶼的航道上，故設有導航標誌燈一座。
小燈火礁並未被列入的2005年澎湖縣島嶼數量研究案中的90島中，但其明顯達到國際海洋公約對於島嶼的標準（四面環水並在高潮時高於水面的自然形成的陸地區域）。